# Módulo noetheriano
En álgebra, un módulo noetheriano es un módulo que satisface la condición de la cadena ascendente en sus submódulos, los cuales forman un orden parcial por inclusiones. Equivalentemente, los submódulos de un módulo noetheriano son finitamente generados, obviamente incluido él mismo.
El primer matemático que trabajó con las propiedades de submódulos finitamente generados fue el matemático alemán David Hilbert. A él se debe el conocido teorema de la base que dice que cualquier ideal de un anillo polinomial sobre un campo arbitrario es finitamente generado. Sin embargo, la propiedad es atribuida a la matemática alemana Emmy Noether, quien fue la primera en descubrir la importancia de la misma.

## Caracterización
Con el uso del axioma de elección, un módulo {\displaystyle M} es noetheriano si satisface las siguientes condiciones equivalentes:
- {\displaystyle M} satisfice la condición de la cadena ascendente en sus submódulos.
- Cualquier conjunto {\displaystyle S} no vacío de submódulos de {\displaystyle M} tiene un elemento máximo, ordenados bajo inclusión. Es decir, {\displaystyle M} contiene un submódulo {\displaystyle M_{0}} tal que para todo elemento {\displaystyle N} de {\displaystyle S} que contenga {\displaystyle M_{0}} tenemos que {\displaystyle N=M_{0}}.
- Todos los submódulos de {\displaystyle M} son finitamente generados.

## Ejemplos
- Todo anillo {\displaystyle R} noetheriano es un módulo noetheriano sobre él mismo. Por ejemplo, los números enteros considerados como un {\displaystyle \mathbb {Z} }-módulo. En general si {\displaystyle R} es un anillo noetheriano y {\displaystyle M} es un módulo finitamente generado, entonces {\displaystyle M} es noetheriano.
- Si {\displaystyle R=M_{n}(K)} es el anillo de las matrices sobre un campo {\displaystyle K}, y {\displaystyle M=M_{n\times 1}(K)} es el conjunto de los vectores columna sobre {\displaystyle K}, entonces {\displaystyle M} es un {\displaystyle R}-módulo con la multiplicación de matrices. Este módulo es noetheriano.
- Todo módulo con un número finito de elementos es noetheriano.
- Todo módulo derecho finitamente generado sobre un anillo noetheriano es un módulo noetheriano. En particular, el teorema de la base de Hilbert nos dice que el anillo de polinomios de {\displaystyle n}-variables con coeficientes en un anillo noetheriano es un módulo noetheriano sobre el anillo.

## Propiedades
Los módulos noetherianos se comportan bien en sucesiones exactas cortas, es decir dada una sucesión exacta corta de {\displaystyle R}-módulos
{\displaystyle 0\rightarrow M'\rightarrow M\rightarrow M''\rightarrow 0}
entonces {\displaystyle M} es noetheriano si y solamente si {\displaystyle M'} y {\displaystyle M''} son noetherianos. 
La propiedad anterior no es cierta en general para módulos finitamente generados. Por ejemplo, un submódulo de un módulo finitamente generado puede no ser finitamente generado. Para ver esto consideremos el anillo {\displaystyle R=\mathbb {Q} [X_{1},X_{2},X_{3},X_{4},\ldots ]} de los polinomios con infinitas variables sobre los números racionales, {\displaystyle R} es un módulo finitamente generado sobre sí mismo; sin embargo el ideal {\displaystyle I=(X_{1},X_{2},X_{3},X_{4},\ldots )} no es finitamente generado sobre {\displaystyle R}.